# Typ 90
Der Typ 90 (japanisch 90式戦車 90-shiki sensha, deutsch ‚Panzer Typ 90‘) ist ein Kampfpanzer der japanischen Bodenselbstverteidigungsstreitkräfte. Er wurde 1990 in Dienst gestellt. Seit 2010 wird er durch den Typ 10 ergänzt.

## Entwicklung
Nachdem im September 1975 die Serienproduktion des Typ 74 begonnen hatte, war dieser bereits technologisch veraltet. Deshalb wurde 1976 – nur ein Jahr später – bei den japanischen Landstreitkräften eine Entwicklung zum Bau eines neuen Kampfpanzers eingeleitet. Dieser sollte sowohl den Typ 61 als auch den neu eingeführten Typ 74 ersetzen und dabei technischen Standards entsprechen, die eine Verwendung bis weit ins 21. Jahrhundert hinein ermöglichen sollten. Mitsubishi Heavy Industries wurde mit dem Projekt betraut. Weitere beteiligte Firmen waren unter anderem Japan Steel Works, Daikin Industries, Mitsubishi Electric Corporation, Fujitsu und NEC Corporation. 1982 und 1984 wurden erstmals Prototypen des neuen Hauptkampfpanzers präsentiert, die dem Leopard 2 sehr ähnlich sahen. Um die Zukunftsfestigkeit des Fahrzeugs zu gewährleisten, kamen Technologien zum Einsatz, die bereits im japanischen Vorgängermodell verwendet und im deutsch-amerikanischen Kampfpanzer 70 aufgezeigt wurden, bei der Entwicklung des Leopard 2 und des M1 Abrams aber aus Kosten- und Reifegründen verworfen wurden. Dazu zählten unter anderem:
- spezifische Leistung von 22,4 kW/t
- Autolader im Turmheck
- Hydropneumatisches Fahrwerk

Nach intensiven Tests und daraus resultierenden weiteren Verbesserungen begann 1989 die Serienfertigung des neuen Kampfpanzers, gleichzeitig mit dem Schützenpanzer Mitsubishi Typ 89. 1990 konnten dann die ersten Exemplare an die Landstreitkräfte übergeben werden. Der Typ 90 gehörte zu den modernsten und ausgereiftesten Panzern weltweit und hätte gute Chancen auf dem internationalen Exportmarkt, wenn Japans Rüstungsindustrie nicht strengen Ausfuhrbeschränkungen unterliegen würde. In dieser Hinsicht erschwerend kommt allerdings der sehr hohe Stückpreis von etwa 7,4 Millionen US-Dollar hinzu (2008); diese hohe Summe resultiert vor allem aus der sehr fortschrittlichen und entsprechend kostenintensiven Sensorik des Panzers und der geringen gefertigten Stückzahl.

## Technik
Der Kampfpanzer wird von drei Mann Besatzung bedient. Der Fahrer sitzt vorne links in der Wanne; ihm stehen drei Winkelspiegel für die Sicht nach draußen zur Verfügung, der mittlere kann durch ein Nachtsichtgerät ersetzt werden. Im Turm sitzen der Kommandant rechts und der Richtschütze links von der Hauptwaffe. Der Motor befindet sich im Heck des Fahrzeugs.

### Bewaffnung und Sensorik

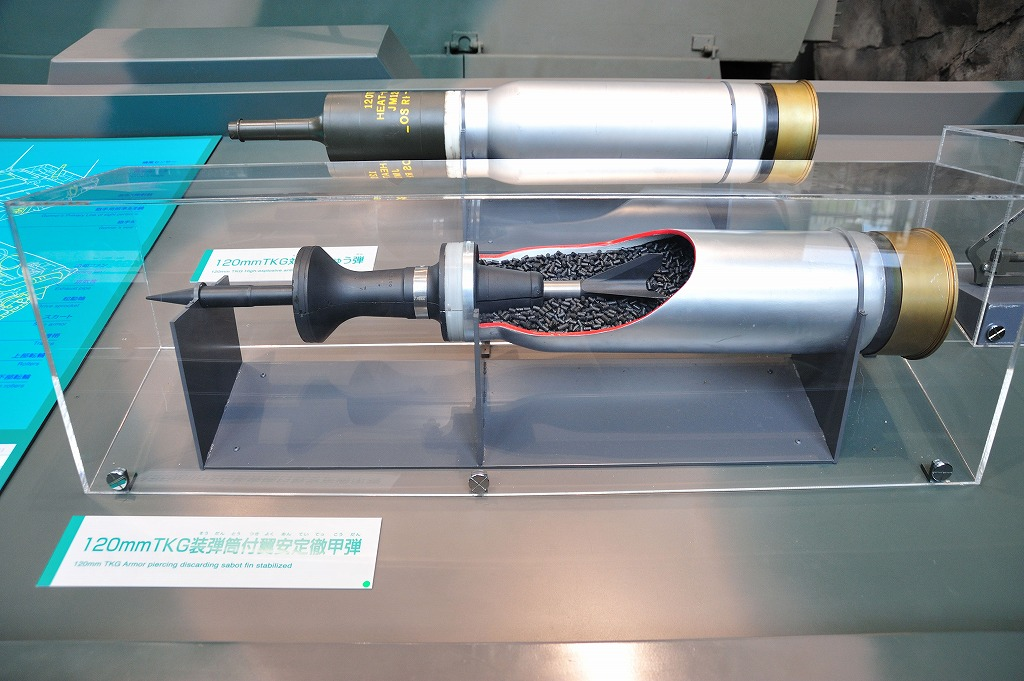
JM-33 und JM-12A1 für die
120-mm-Glattrohrkanone

Der Typ 90 wurde mit einer in Lizenz in Japan gefertigten 120-mm-Glattrohrkanone L/44 von Rheinmetall ausgerüstet und war damit neben Leopard 2 und M1 Abrams der dritte Panzertyp weltweit, der mit dieser leistungsfähigen Kanone ausgestattet wurde. Der Höhenrichtbereich reicht von −10° bis +15°, der Schwenkbereich beträgt 360°. Mit der Waffe können panzerbrechende APFSDS-T-Wuchtgeschosse vom Typ JM-33 (DM-33-Derivat), HEAT-MP-Hohlladungsgeschosse vom Typ JM-12A1 und Sprenggranaten verschossen werden. Die Munition wird von Daikin Industries Limited gefertigt. Im Unterschied zu Leopard 2 und Abrams ist der Typ 90 mit einem Ladeautomaten ausgerüstet, der die Einsparung des Ladeschützen als viertem Besatzungsmitglied ermöglicht. Die Ladezeit beträgt dabei vier bis sechs Sekunden zwischen zwei Schüssen; die Hauptwaffe wird zum Laden vom Computer in 0°-Stellung geschwenkt und danach automatisch wieder auf das Ziel ausgerichtet. Der Ladeautomat fasst 16 Schuss, weitere 24 werden in der Wanne rechts neben dem Fahrer gelagert. Bei einem Ausfall des Automaten kann auch von Hand geladen werden. Als Koaxialwaffe dient ein Maschinengewehr im Kaliber 7,62 × 51 mm NATO. Das Turm-MG verwendet 12,7 × 99-mm-NATO-Munition und kann aufgrund seiner mittigen Position sowohl vom Kommandanten als auch vom Schützen bedient werden.

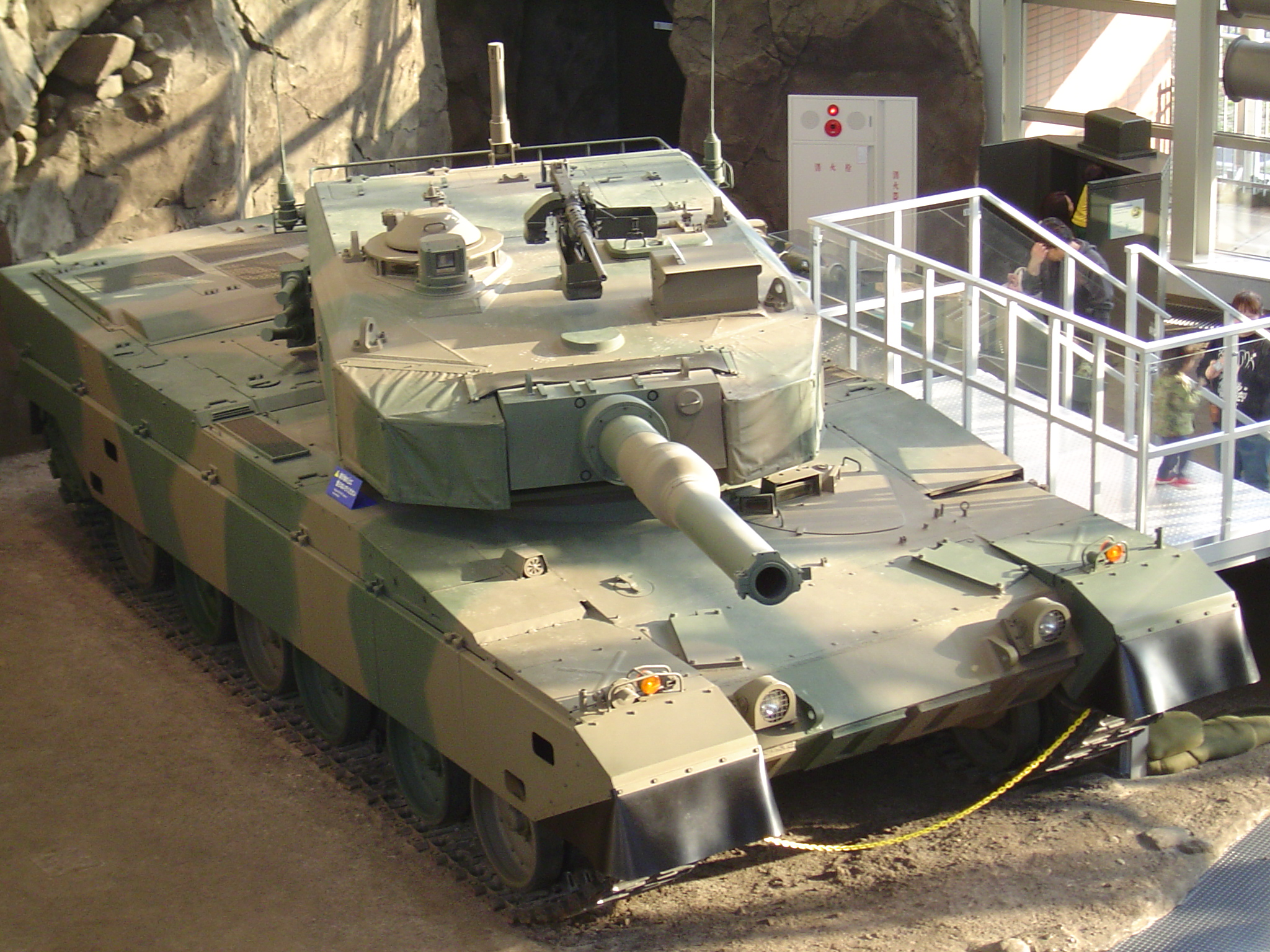
Das Browning M2 befindet sich in der Mitte des Turmes

Ein computergesteuertes Feuerleitsystem von Mitsubishi Electric ermöglicht eine effektive Waffenstabilisierung auch bei schneller Fahrt und erlaubt dem Typ 90 damit eine hohe Ersttrefferwahrscheinlichkeit auch aus der Bewegung heraus. Teil dieser Anlage sind auch zwei Wärmebildgeräte für den Kommandanten und den Richtschützen. Das Kommandantenperiskop kann dabei zwischen drei- und zehnfachem Zoom wechseln sowie um ±29° in der Vertikalen geneigt und um 180° in der Horizontalen gedreht werden. Das Sichtsystem des Richtschützen kann bis zu zehnfach vergrößern und ist zusätzlich noch mit einem Nd:YAG-Laserentfernungsmesser ausgerüstet, mit dem er Ziele in 300 bis 5000 Metern Entfernung anvisieren kann. Das Fahrzeug besitzt Hunter-Killer-Fähigkeit, der Kommandant kann jedoch bei Bedarf den Richtschützen übersteuern und selbst Ziele zerstören. Das Feuerleitsystem arbeitet mit einem 32-Bit-Computer und ist in der Lage, Ziele wie Infanterie, Panzer und Helikopter anhand ihrer Wärmeabstrahlung automatisch zu verfolgen. Sowohl der Kommandant als auch der Richtschütze können dazu ein Ziel aufschalten. Der Ballistikcomputer berechnet dabei den Vorhalt für die Haupt- oder Koaxialwaffe und richtet diese entsprechend. Wenn das aufgeschaltete Ziel durch ein Hindernis verdeckt wird, wird die Waffe nach dem letzten gemessenen Geschwindigkeitsvektor gerichtet, um dem Schützen ein erneutes schnelles Aufschalten zu ermöglichen.

### Panzerung und Schutzeinrichtungen

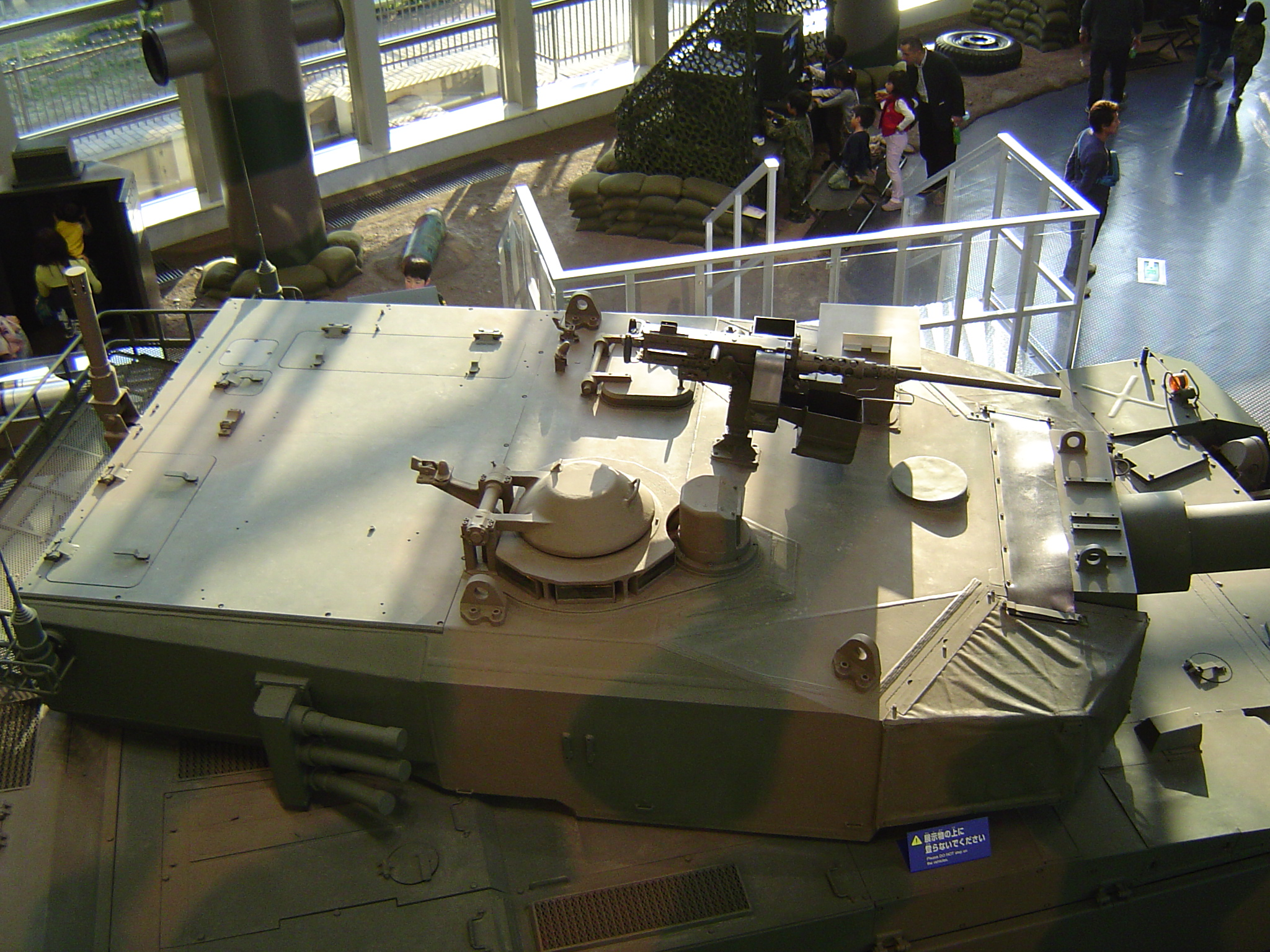
Typ 90 von oben. Links und rechts der Blende die Panzerboxen

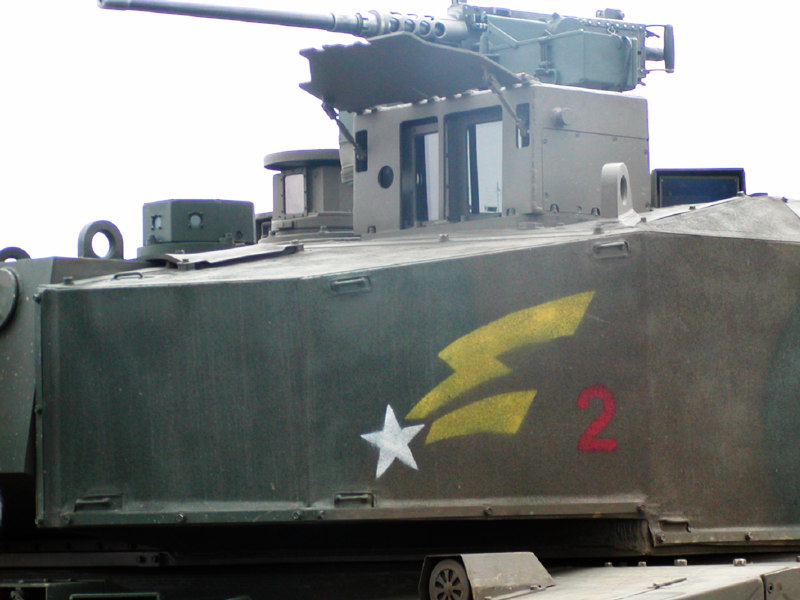
Panzerbox im Detail, offene Schutzklappe am Hauptzielgerät

Der Typ 90 ist mit einer modernen modularen Verbundpanzerung mit Keramiken der Kyoto Ceramics Company ausgestattet, die in Anordnung und Stärke etwa der des Leopard 2 in der Version A4 entspricht. Damit genügt die Panzerung durchaus den aktuellen Erfordernissen und bietet einen effektiven Schutz für die Besatzung. Die Frontpanzerung konnte in einem Test ein APFSDS-Geschoss JM-33 abwehren, die Seitenpanzerung des Turmes kann 35-mm-APDS-Munition aus einem Kilometer Entfernung standhalten. Ein Teil der Frontpanzerung befindet sich neben der Blende in austauschbaren Panzerboxen. Die Dachpanzerung schützt vor Splittern und Schrapnell aus 155-mm-Artilleriegeschossen und (eingeschränkt) projektilbildenden Ladungen. Neben dieser passiven Schutzeinrichtung verfügt der Typ 90 noch über zwei an den Turmseiten angebrachte Nebelmittelwurfanlagen mit je drei 60-mm-Bechern und einen an der Turmfront angebrachten Laserwarnempfänger, der die Besatzung bei der Erfassung des Panzers durch einen Laserrichtstrahl alarmiert und dem Kommandanten die Richtung der Bedrohung anzeigt.
Der Munitionsbunker verfügt über Berstscheiben an der Oberseite, um die Energie einer Explosion der dort gelagerten Munition nach außen abzuleiten. Das Fahrzeug ist ABC-geschützt und besitzt eine Feuerlöschanlage.
Das Fahrzeug ist kleiner als vergleichbare westliche Modelle, sogar kleiner als ein Leclerc. Gegenüber einem T-72 ist er nur unwesentlich höher, dafür aber deutlich schmaler. Der Typ 90 verfügt in etwa über folgenden bewerteten Panzerschutz (RHA) gegen HEAT- und KE-Geschosse:
| Bauteil      | Wannenfront | Turmfront   | Turmseite  |
| ------------ | ----------- | ----------- | ---------- |
| KE-Geschosse | 600 mm      | 600–700 mm  | 90–110 mm  |
| HEAT         | 700–800 mm  | 900–1200 mm | 130–150 mm |

### Mobilität

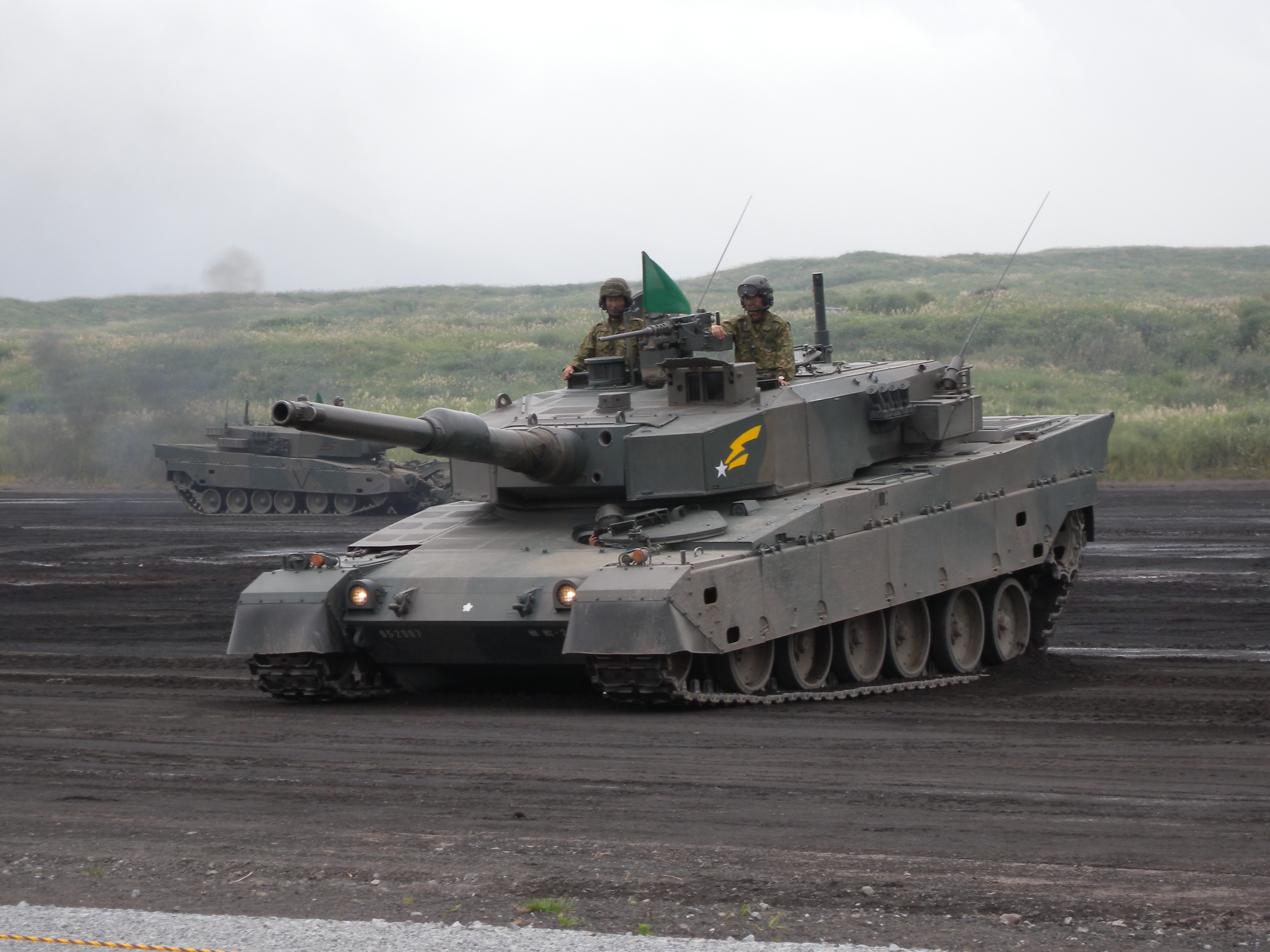
Wanne nach vorn abgesenkt

Der Panzer wird von einem Zehnzylinder-Zweitakt-Dieselmotor Mitsubishi 10ZG mit Roots-Gebläse zur Aufladung angetrieben. Die Vorteile des Zweitaktmotors bestehen im kleineren Hubraumbedarf von nur 21,5 Litern (vgl. V12-Viertakt-Dieselmotor des Leopard-2-Triebwerks mit 47,6 Litern Hubraum) und einem gleichförmigeren Drehmoment, nachteilig wirken sich die höhere thermische Belastung der Bauteile und ein höherer Verbrauch (etwa 234 g/kWh) aus. Das Aggregat leistet 1120 kW (1523 PS) und 4410 Nm bei 2400/min. Dies macht den Typ 90 mit 22,4 kW/t zum am stärksten motorisierten Kampfpanzer. Der Motor ist mit einem hydromechanischen Getriebe verbunden, das vier Vorwärts- und zwei Rückwärtsgänge hat. Der Triebwerksblock kann innerhalb von 20 Minuten ausgewechselt werden. Die Höchstgeschwindigkeit auf Straßen liegt bei 70 km/h. Das Fahrzeug wird mit ölgekühlten Mehrscheibenbremsen verzögert. Die Reichweite von 350 km ist im Vergleich zu anderen westlichen Kampfpanzern geringer, dem stehen der defensive Einsatzzweck und die gute Infrastruktur in Japan entgegen.

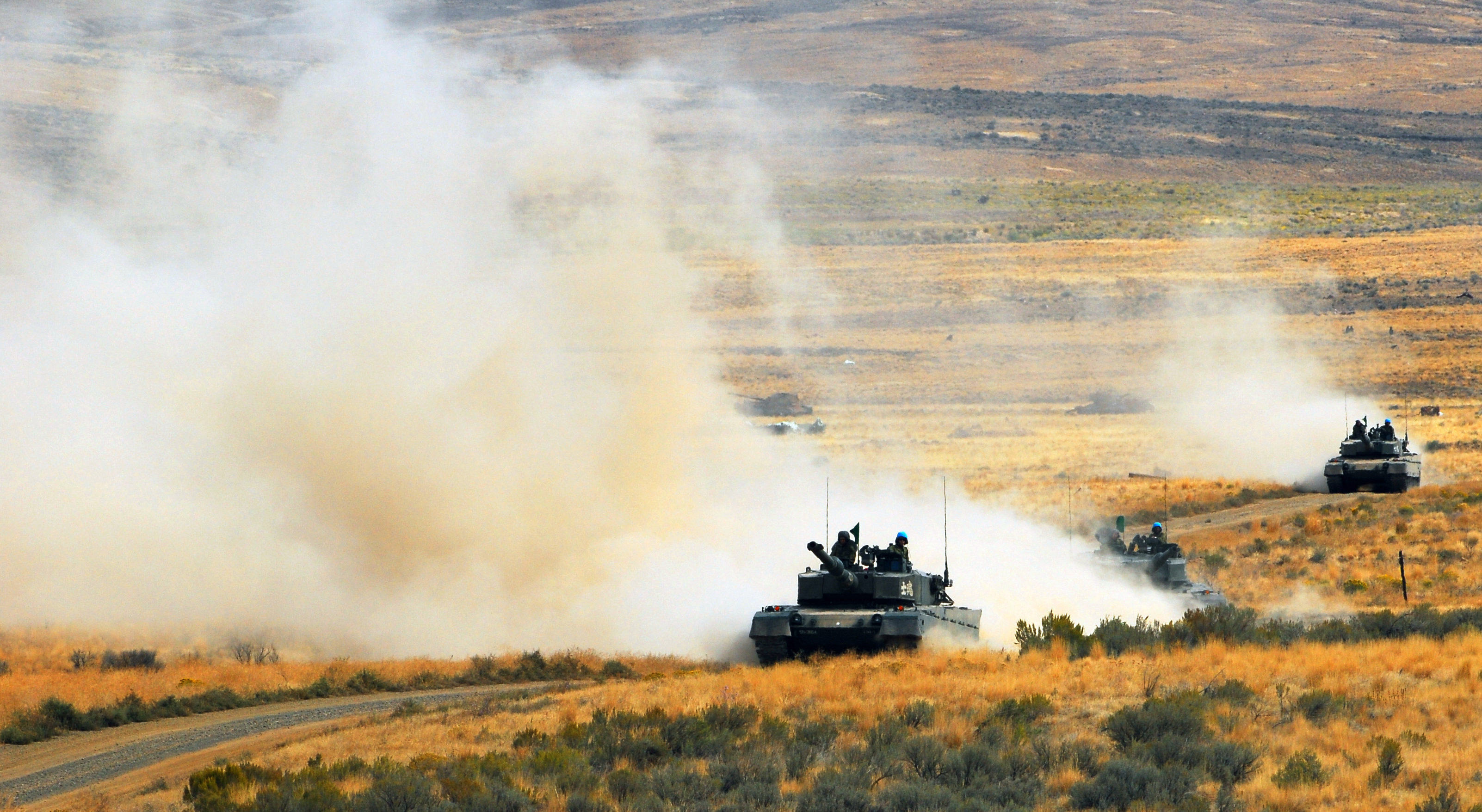
Typ 90 im Yakima Training Center bei der Übung Rising Thunder

Der Panzer besitzt eine Kombination aus Drehstab- und pneumatischer Federung (siehe Tabelle) und ist dadurch in der Lage, die Wanne nach vorne oder nach hinten zu neigen oder in ganzer Länge abzusenken oder zu heben; eine Neigung zur Seite ist nicht möglich. Die Bodenfreiheit kann von 200 bis 600 mm geregelt werden. Dies ermöglicht einen verbesserten Waffeneinsatz, da Unebenheiten im Gelände ausgeglichen oder Deckungen effektiver ausgenutzt werden können. Ein solches System war auch für das deutsch-amerikanische Gemeinschaftsprojekt Kampfpanzer 70 im Gespräch, wurde dann aber wegen der zu hohen Kosten und technischer Probleme wieder verworfen. Die Kletterfähigkeit beträgt 1 Meter, die Grabenüberschreitfähigkeit 2,7 Meter und die Wattiefe 2 Meter. Ein Räumschild oder Minenwalzen können an der Wannenvorderseite befestigt werden.

## Varianten
Auf der Basis des Fahrgestells des Typ 90 wurden ein Bergepanzer (Typ 90 ARV) und ein Brückenlegepanzer (Typ 91 AVLB) für die Selbstverteidigungsstreitkräfte Japans entwickelt und gebaut.

## Stückzahlen
- Japan: 341 (2009)